# Isaac Dov Berkowitz
Isaac Dov Berkowitz (en hebreo: יצחק דב ברקוביץ‎; Slutsk, 16 de octubre de 1885-Tel Aviv, 29 de marzo de 1967) fue un autor y traductor de hebreo y yidis.

## Biografía
Isaac Dov Berkowitz nació en Slutsk, en el Imperio Ruso. Emigró primeramente a los Estados Unidos en 1913, antes de mudarse permanentemente a Eretz Israel en 1928.
El primer cuento de Berkowitz, En vísperas de Yom Kippur (בערב יום הכיפורים), se publicó en el periódico hebreo de Varsovia HaTzofe en 1903. En 1905, Berkowitz se mudó a Vilna, donde trabajó como editor del periódico hebreo HaZman. Fue allí donde conoció y luego se casó con la hija de Sholem Aleichem en 1906.
En 1910, Berkowitz publicó sus primeras Obras completas y poco después comenzó a traducir los escritos de Sholem Aleichem del yidis al hebreo. Dos años más tarde, tradujo La Infancia de León Tolstoi del ruso al hebreo. Berkowitz emigró a Estados Unidos en 1913, en vísperas de la Primera Guerra Mundial. De 1916 a 1919 editó HaToren (El mástil), un periódico de orientación sionista de alta calidad literaria, y en 1919 editó la revista de corta duración Miklat (refugio o asilo).
Después de llegar a Eretz Israel en 1928, coeditó el semanario Moznayim con Fishel Lachower, mientras también adaptaba al escenario varias obras de Sholom Aleijem para  Teatro Habima.

## Premios

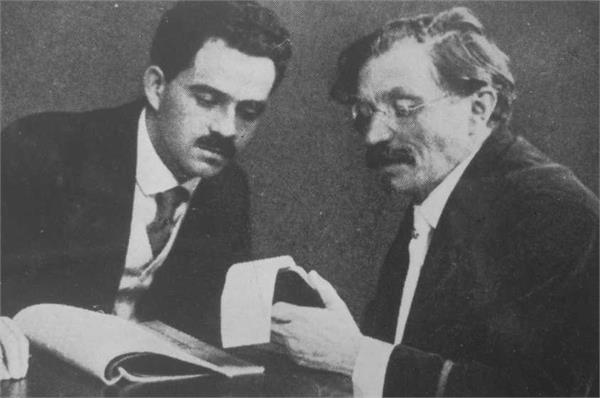
Berkowitz con Scholem Aleichem

- En 1944, Berkowitz recibió el Premio Tchernichovsky a la traducción ejemplar, por sus traducciones de las Obras completas de Sholem Aleichem.
- En 1952, fue galardonado con el Premio Bialik (premio literario que lleva el nombre del poeta Jaim Najman Bialik) por sus Historias y obras de teatro (סיפורים ומחזות).[2]
- En 1958, fue galardonado con el Premio Israel, de literatura.[3]
- En 1965, Berkowitz recibió el Premio Bialik por segunda vez, por sus capítulos de Infancia (פירקי ילדות).[2]